# Dead Flowers
"Dead Flowers" er en sang der blev skrevet af Mick Jagger og Keith Richards til rock ‘n’ roll bandet Rolling Stones, og den kom på deres 1971 album Sticky Fingers. Indspilningerne til "Dead Flowers" begyndte den 15. december, 1969, på Muscle Shoals Sound Studio i Alabama.
Sangen handler om en mand hvis kæreste har forladt ham, og på grund af hans tristhed begynder han at bruge stoffer som får ham til at føle sig bedre tilpas. Sangen refererer til et heroin misbrug, hvor nålen og skeen er meget kendt i den sammenhæng.
:
| Citat | Well when you're sitting back in your rose pink Cadillac, making bets on Kentucky Derby Day, I'll be in my basement room with a needle and a spoon, and another girl can take my pain away | Citat |
|       | |       |

“Dead Flowers” blev indspillet kun med medlemmer af The Stones, der spillede deres respektive instrument. Jagger sang og spillede akustisk guitar, mens Richards spillede den elektriske sammen med Mick Taylor der spillede soloen. Klaveret blev spillet af Ian Stewart, mens bass og trommer blev spillet af henholdsvis Bill Wyman og Charlie Watts. Koret bestod af Richards . 
Sangen blev også udgivet på live albummet, der blev udgivet efter deres Voodoo Lounge Tour 1995, Stripped.

## Cover versioner
Cover versioner er blevet lavet og udgivet af følgende kunstner:
- Guns N' Roses bootleg unplugged album
- GG Allin, på The Troubled Troubador (udgivet i 1996).
- Gilby Clarke, på Pawnshop Guitars (udgivet i 1994).
- Steve Earle, på Shut Up and Die Like an Aviator (udgivet i 1991) og Ain't Ever Satisfied: The Steve Earle Collection (udgivet i 1996).
- The Good Brothers, på The Good Brothers Live (udgivet i 1980).
- Henry McCullough, på Cut (udgivet i 2000).
- The Karl Hendricks Trio, på Buick Electra (udgivet i 1992).
- New Riders of the Purple Sage] på Live Austin, TX 06/13/1975.
- Nine Pound Hammer, på Mulebite Deluxe (udgivet i 2005).
- Poison, på Poison'd (udgivet i 2007).
- The Powder Kegs, på The Seedhouse (udgivet i 2007).
- Michael Stanley, på The Farrago Sessions (udgivet i 2006).
- Townes Van Zandt, på Roadsongs og Abnormal.

### Fodnote
1. ↑  "Dead Flowers by The Rolling Stones Songfacts". Arkiveret fra originalen 5. marts 2008. Hentet 21. januar 2008.
2. ↑  "Dead Flowers". Arkiveret fra originalen 18. januar 2008. Hentet 21. januar 2008.